# Sahra (álbum de Khaled)
Sahra es el séptimo álbum de estudio del cantante argelino Khaled. Fue la mayor producción del artista hasta la fecha, coproducido por Philippe Eidel, Don Was, Jean-Jacques Goldman y Clive Hunt. Incluye colaboraciones de varios músicos y compositores más, y presenta la que quizás sea la canción más popular de Khaled, Aïcha.
La mayoría de las canciones son en árabe, con algunas partes en francés, Ki Kounti tiene algunas frases en español, ya que cuenta con la participación de Saúl Hernández de la banda Caifanes. La canción principal lleva el nombre de la primera hija de Khaled, Sarah, a quien el álbum está dedicado junto con su madre, Samira. El álbum fue certificado platino por el Syndicat National de l'Edition Phonographique el 15 de octubre de 1997.
En 2005 fue relanzado en Estados Unidos y Reino Unido por Wrasse Records.

## Lista de canciones
| N.º | Título                                                                      | Duración |  |
| 1.  | «Sahra»                                                                     | 4:12     |  |
| 2.  | «Oran Marseille» (Oran mix)                                                 | 5:08     |  |
| 3.  | «Aïcha»                                                                     | 4:19     |  |
| 4.  | «Lillah»                                                                    | 4:24     |  |
| 5.  | «Ouelli El Darek» (feat. I Threes)                                          | 3:11     |  |
| 6.  | «Detni Essekra»                                                             | 4:58     |  |
| 7.  | «Walou Walou»                                                               | 4:17     |  |
| 8.  | «Ki Kounti» (feat. Saúl Hernández)                                          | 4:40     |  |
| 9.  | «Wahrane Wahrane»                                                           | 4:40     |  |
| 10. | «Haya Haya»                                                                 | 4:37     |  |
| 11. | «Mektoubi»                                                                  | 3:55     |  |
| 12. | «Hey Ouedi»                                                                 | 4:12     |  |
| 13. | «Oran Marseille» (feat. Akhenaton y Shurik'n de IAM)                        | 4:25     |  |
| 14. | «Sratli»                                                                    | 4:36     |  |
| 15. | «Le jour viendra»                                                           | 4:42     |  |
| 16. | «Didi» (BBB Radio Edit - 3:14, bonus track en la reedición europea de 1997) | 3:55     |  |

## Posicionamiento
| Ranking                      | Posición más alta |
| ---------------------------- | ----------------- |
| Bélgica (Ultratop flamenca)  | 24                |
| Bélgica (Ultratop valona)    | 7                 |
| Francia (SNEP)               | 3                 |
| Países Bajos (Album Top 100) | 33                |
| Suiza (Schweizer Hitparade)  | 26                |